# La Chapelle-de-Surieu
La Chapelle-de-Surieu este o comună în departamentul Isère din sud-estul Franței. În 2009 avea o populație de 673 de locuitori.

## Evoluția populației
| An        | 1975 | 1982 | 1990 | 1999 | 2006 | 2009 |
| --------- | ---- | ---- | ---- | ---- | ---- | ---- |
| Populație | 289  | 326  | 409  | 477  | 613  | 673  |